# 康希
康希（英語：Kong Hee，1964年8月23日—），生於新加坡，著名牧師，為城市豐收教會的創辦者。他的妻子為福音歌手何耀珊。

## 生平
大學就讀新加坡國立大學，主修電腦科學。1988年，取得學士學位。1975年至1988年，康希成為普世聖公宗的教會成員。
1989年，康希成為神召会傳教士。5月7日，創辦城市豐收教會。

## 家庭
康希的妻子是新加坡歌手何耀珊。2005年，康希的儿子康義Dayan Kong出生。

## 爭議事件

### 挪用公款案
康希牧師與其他5名教會成員，被控在2007年到2009年間挪用公款2,400萬新加坡元（約5億6千萬元新台幣），藉口用來購買債券，實際上用以資助何耀珊歌唱事業；在教會的會計發現此事後，康希等人再度挪用公款約新台幣6億元，假裝購回債券。2012年，遭新加坡檢方逮捕後起訴。康希稱他挪用資金，資助何燿珊出專輯，是為了傳福音，以及為教會進行投資，但不被法官採信。2015年10月21日，新加坡國家法院首席法官施奇恩判決康希等6人，侵吞11.6億元公款，罪名成立，康希等6人提起上訴中。在審判期間，2014年，康希在法庭上声称2010年小儿子五岁半时法院就开始调查他，“法庭的调查对他年幼的儿子来说是令人震惊和痛苦的”，以至于妻子和他要去带孩子去看精神病医生。
2017年4月21日此案確認，康希牧師等6人分別判刑入獄服刑，原判8年重罪上訴轉輕為三年六個月定讞。因服刑期間行為良好，3年半的入獄服刑減至2年4個月，於2019年8月22日出獄。

### 剽窃争议
2010年3月，一位博主认定康希的“每日祷告”有剽窃行为，因为他10年前出版一本名为《领导力圣经》（《The Leadership Bible》）的书很相似。康希剽窃该书的内容，出版了两本名为《90天重新得力》（《Renew Your Spiritual Energy in 90 Days》）。

### 解汉字傳教争议
康希认为汉字有很多隐藏含义，含有许多上帝的启示。名为《古代中國人的神》的康希解汉字演讲视频在Youtube上有超过15万人次观看。拆解汉字，附会圣经的理论最早在1979年由一位美国人提出，后来被远志明拍摄的《神州》纪录片采用，成为传教的方法。

## 外部連結
- 康希的Facebook專頁
- 康希的X（前Twitter）
- 康希的Instagram帳戶